# Ewangeliarz z Reims

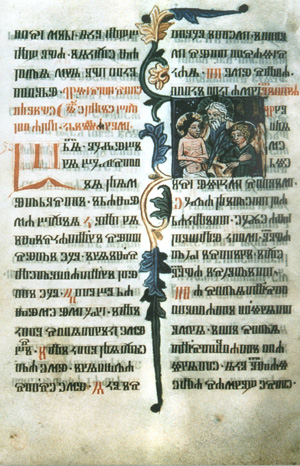
Karta Ewangeliarza z Reims, część głagolicka

Ewangeliarz z Reims (fr. Texte du Sacre) – starosłowiański cyrylicko-głagolicki ewangeliarz. Nie posiada większej wartości językowej, jest jednak cennym zabytkiem historycznym jako dawny ewangeliarz koronacyjny królów francuskich.
Księga składa się z 47 zapisanych obustronnie kart i dzieli się na dwie części. Część pierwsza, starsza, powstała na Rusi Kijowskiej, liczy 16 kart i pisana jest cyrylicą. Część druga, młodsza, powstała w Czechach, liczy 31 kart i jest pisana głagolicą. Część cyrylicka datowana jest na 2 połowę XI wieku, część głagolicką spisano pod koniec XIV wieku w klasztorze Emaus w Pradze. Podstawą części cyrylickiej był tekst średniobułgarski, widoczne są jednak cechy redakcji ruskiej, m.in. pomieszanie ę i ja (pridoša → pridošę w 3 os. l.mn. aorystu) czy ž w miejsce pierwotnego žd (roždьstvo → rožьstvo).
Część cyrylicka i głagolicka zostały połączone w jeden tom, który po zniszczeniu klasztoru Emaus w czasie wojen husyckich został wywieziony do Konstantynopola. Tam odnalazł go w 1574 roku kardynał Charles de Guise. Przekonany, iż natrafił na oryginalny rękopis sporządzony przez św. Hieronima, zabrał księgę do Francji i podarował katedrze w Reims. Do czasów rewolucji francuskiej królowie Francji podczas koronacji składali przysięgę na ten ewangeliarz.
Jako tekst słowiański rozpoznał ewangeliarz rosyjski car Piotr I Wielki podczas swojego pobytu w Reims w 1717 roku. Księga zaginęła w 1792 roku, gdy w trakcie zawieruchy rewolucyjnej katedra reimska została splądrowana. Odnalazła się w 1837 roku, zidentyfikowana przez członka Komisji Archeologicznej Słowiańskiej w Petersburgu Siergieja Strojewa, ograbiona jednak z kamieni szlachetnych i relikwii zdobiących niegdyś oprawę. Pierwszy opis ewangeliarza opublikował w 1839 roku polski paleograf Jan Ludwik Korwin Jastrzębski.